# 그라폴리오
그라폴리오(Grafolio)는 네이버의 웹서비스 중 하나로 전 세계 크리에이터들의 멋진 작품을 발견, 공유하고 사고팔 수 있는 창작 콘텐츠 커뮤니티이다. 그라폴리오(Grafolio)는 그랜드(Grand)와  포트폴리오 (Portfolio) 두 가지 단어가 합쳐져서 탄생하였다. 그라폴리오는 거대한 포트폴리오라는 의미로 포트폴리오를 넘어서 크리에이터들의 작품이 대중과 만나 커다란 문화를 만들어가려는 방향성을 담고 있다.

## 작품

### 데뷰
신진 크리에이터 발굴을 위한 코너로 그라폴리오 가입 후 초기 업로드 한 다섯 작품을 대상으로 조회수, 공감수, 댓글수, 팔로워 수 등 다양한 조건들을 고려하여 추천한다. (최근 1개월 내의 작품만 대상)

### 주목받는
그라폴리오 전체 작품 중에서 현재 인기도를 반영하여 선정된 작품을 보여주는 코너로 전체 작품의 조회 수, 공감수, 댓글 수, 팔로워 수 등 여러 조건을 종합적으로 판단한다.

### 발견
그라폴리오 크리에이터들에게 호응을 얻은 작품들로 일정 조건에 해당하는 크리에이터들의 조회수, 공감수, 댓글수, 팔로워 수 등 특정 조건들을 고려하여 추천하는 코너이다. 발견은 크리에이터들이 만들어가는 랭킹이라고 할 수 있다.

### 최신
그라폴리오 크리에이터가 올린 모든 최신 작품을 보여준다.

## 스토리
스토리는 분류되어 있는 주제(일상, 연애, 여행 등)에서 선택한 한 가지 주제의 이야기를 그림으로 그려 연재하는 일러스트 에세이이다. 누구나 매주 작품을 연재할 수 있으며, 스토리에 작품을 연재 시 폴더를 만들고 주 1~2회 요일을 정하여 해당 요일에 작품을 올린다.

### 창작지원
창작지원 프로젝트는 네이버에서 진행하는 창작자 지원의 일환으로 가능성 있는 크리에이터를 발굴하고 지원하는 것이다. .

## 콜라보레이션

### With. 브랜드
그라폴리오가 브랜드와 함께 하나의 주제를 선정하여 진행하는 공모전이다.

### With. 크리에이터
크리에이터가 콜라보레이션을 제안하면 다른 크리에이터들이 참가하여 콜라보를 진행하는 것으로 브랜드 콜라보레이션과는 달리 크리에이터가 직접 주최하여 진행하는 자율적인 콜라보레이션이다.

## 후원
후원이란 팬들과 크리에이터가 더욱 가깝게 교류를 하고, 크리에이터가 스토리 연재를 지속하는 데 도움이 될 수 있도록 후원을 할 수 있는 기능이다. 후원을 통해 크리에이터는 작품 활동에 전념을 할 수 있다.

## OGQ 마켓
네이버 OGQ 마켓은 국내 포털사이트 네이버와 글로벌 소셜 크리에이터 플랫폼 기업인 OGQ가 합작하여 만든 크리에이터들의 디지털 리소스 마켓이다.  크리에이터들의 콘텐츠 활동을 지원하기 위한 목적으로 출범한 서비스이다.

## 크리에이터 팩토리
그라폴리오는 파트너를 통해 크리에이터의 작품이 제작, 판매될 수 있도록 역량있는 제조, 판매사와 연결하고자 한다. 파트너는 크리에이터 개인이 하기 힘든 아트 상품의 제작, 유통, 판매, 배송을 지원하고 있다. .